# Владимир Корнилов
Владимир Алексејевич Корнилов (рус. Влади́мир Алексе́евич Корни́лов; Рјасња, 13. фебруар 1806. — Севастопољ, 17. октобар 1854) био је вицеадмирал ратне морнарице Руске Империје и истакнута личност Кримског рата.

## Биографија
Владимир Алексејевич Корнилов родио се 13. фебруара 1806. у селу Рјасња недалеко од града Старице, на подручју Старичког округа тадашње Тверске губерније Руске Империје. Његов отац Алексеј Михајлович био је припадник руске морнарице и губернатор Иркутска и Тобољска, а мајка Александра Јефремовна активно је учествовала у отварању руске амбасаде у Кини.
Школовао се на морнаричкој академији у Санкт Петербургу, а у службу у руској морнарици ступа 1821. године (са свега 16 година), а од 1823. постаје чланом ратне морнарице. Био је први капетан ратне фрегате „Дванаест апостола“. Први запаженији војнички успех остварио је као учесник Наваринске битке 1827. године служећи на броду „Азов“.
Од 1849. постављен је на место начелника штаба руске Црноморске флоте и сматра се оснивачем руске паробродске флоте. Командовао је паробродом „Владимир“ у сукобу са турско-египатским паробродом „Перваз Бахри“ 1853. године. Био је то уједно и први директни сукоб два пароброда у историји.

## Кримски рат и опсада Севастопоља
Почетак Кримског рата затекао је Корнилова на месту фактичког команданта Црноморске флоте (његови надређени били су Павел Нахимов и Владимир Истомин).
Истакао се у одбрани Севастопоља где је као командант копненог гарнизона од 7.000 људи (одлуком главнокомандујућег Крима, књаза Александра Меншикова све акције одбране полуострва су са мора преусмерене на копно) показао примере веште организације активне одбране. Сматра се оснивачем позиционог ратовања које се огледа у непрестаним нападима, активним ноћним акцијама и артиљеријским ударима).
Погинуо је 17. октобра 1854. на узвишењу Малахов изнад Севастопоља током бомбардовања града, а сахрањен је у цркви Светог Владимира у Севастопољу заједно са адмиралима Михаилом Лазаревим, Павелом Нахимовим и Владимиром Истомином.

## Приватни живот
Године 1837. оженио се Јелисаветом Новосиљцевом са којом је имао петоро деце, три сина (Алексеј, Александар и Владимир) и две кћери (Јекатерина и Наталија).